# Xã Washington, Quận Franklin, Nebraska
Xã Washington (tiếng Anh: Washington Township) là một xã thuộc quận Franklin, tiểu bang Nebraska, Hoa Kỳ. Năm 2010, dân số của xã này là 123 người.